# Asmik Ace Entertainment
Asmik Ace, Inc. (japanska: アスミック・エース株式会社 Hepburn: Asumikku ēsu kabushikigaisha?), förr Asmik Ace Entertainment, Inc. (アスミック・エース　エンタテインメント株式会社 Asumikku ēsu entateinmento kabushikigaisha?) är ett japanskt filmproduktions- och distributionsföretag. Tidigare har företaget distribuerat datorspel. Det bildades 1997 genom en sammanslagning mellan Asmik Corporation och Ace Entertainment, båda Japan.